# 平野駅 (Osaka Metro)
平野駅（ひらのえき）は、大阪府大阪市平野区平野西五丁目にある、大阪市高速電気軌道 (Osaka Metro) 谷町線の駅。駅番号はT32。

## 歴史
旧南海平野線の西平野停留場、平野停留場の代替駅となっているが、平野線沿いではなく大阪内環状線と南港通が交差する流町1丁目交差点に設けられた。大阪内環状線を北へ進むと、約1.3km北にJR西日本平野駅、約2.5 km北にOsaka Metro千日前線南巽駅がある。

### 年表
- 1980年（昭和55年）11月27日：谷町線天王寺 - 八尾南間延伸時に開業[1]。
- 2018年（平成30年）4月1日：大阪市交通局の民営化により、所属事業者・管轄が大阪市高速電気軌道 (Osaka Metro) に変更。

## 駅構造
島式ホーム1面2線の地下駅であり、平野管区駅に属している。副管区駅長が当駅および駒川中野駅・田辺駅を管轄している。
改札口は南北双方に1か所ずつ設けられており、エレベーターは改札口 - 駅構内間と改札口 - 地上間の2つが設けられている。
出入口は流町1丁目交差点の四隅（平野本町・流町・平野西・背戸口方面）に加え、旧南海西平野駅に近い駅北西側の阪神高速道路高架下（背戸口・西脇方面）、旧南海平野駅に近い駅北東側の大阪内環状線道路沿い（平野本町・平野上町方面）にそれぞれ設けられている。なお、出入口（1号出入口・2号出入口）は至近距離に同じ方向で並んでいる。

### のりば
| 番線 | 路線   | 行先                     |
| ---- | ------ | ------------------------ |
| 1    | 谷町線 | 八尾南方面               |
| 2    | 谷町線 | 天王寺・東梅田・大日方面 |

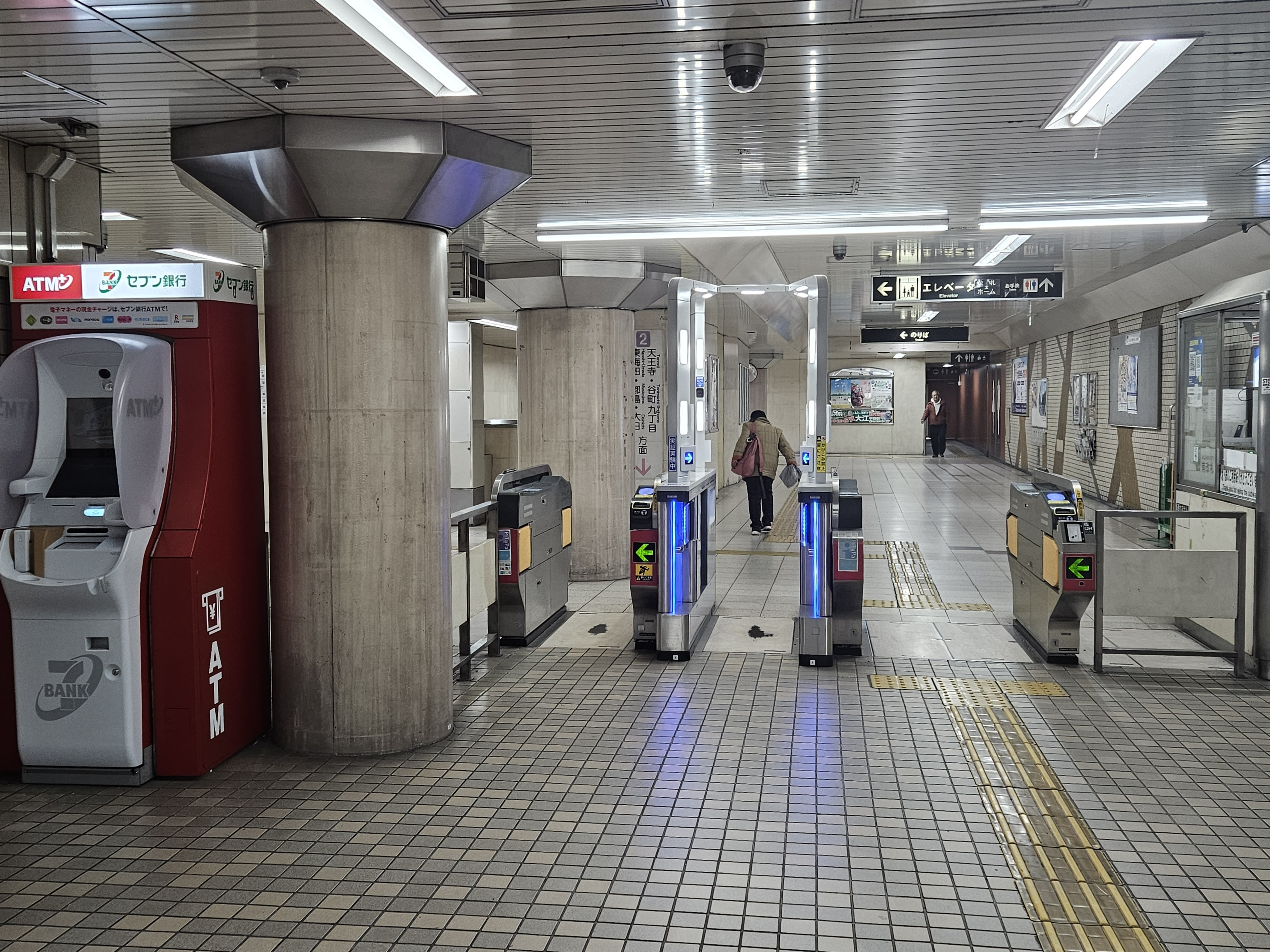
改札（2025年2月）
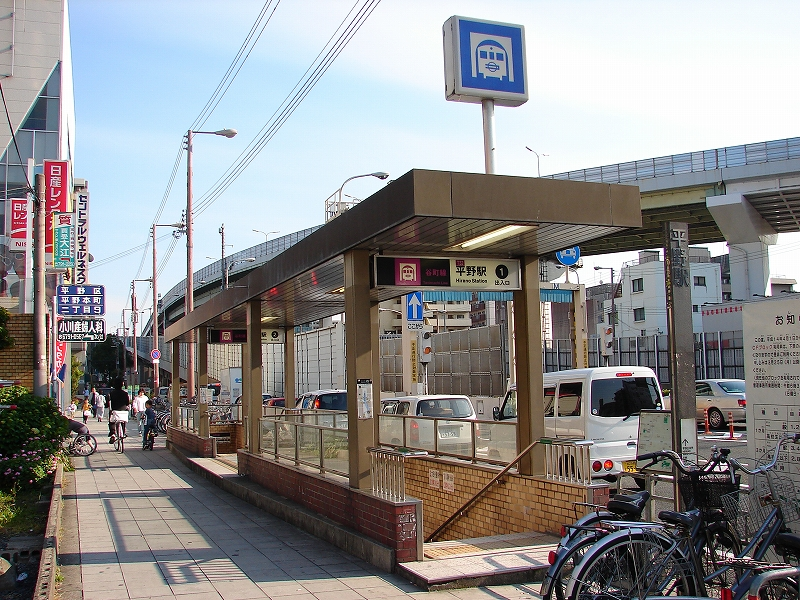
1号出入口（2008年頃）
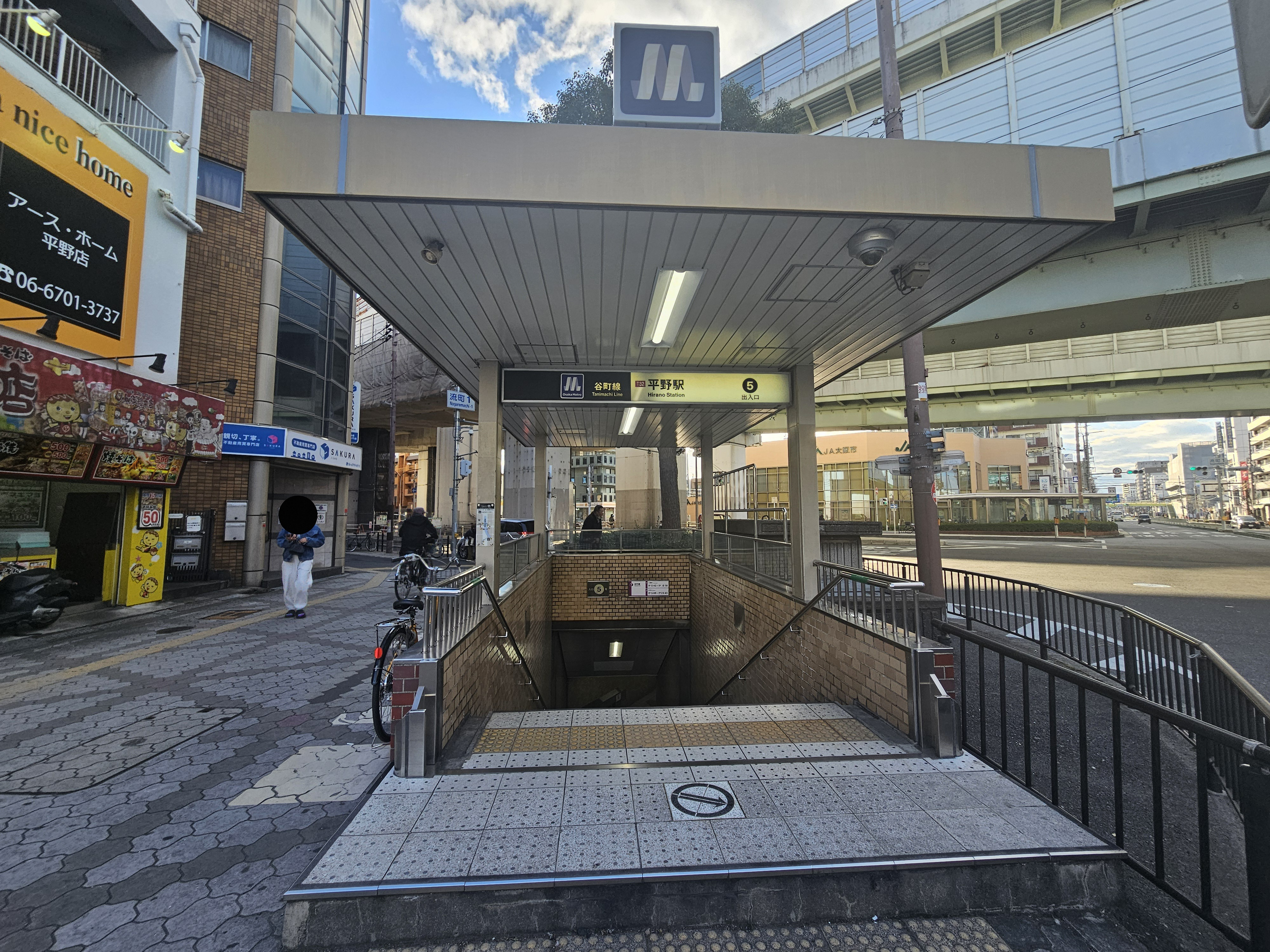
5号出入口（2025年2月）

### 出口
| 出口番号 | 出口周辺                                                            | 接続改札 | 備考             |
| -------- | ------------------------------------------------------------------- | -------- | ---------------- |
| 1        | 大阪内環状線東側                                                    | 北改札   | エレベーターあり |
| 2        | 大阪内環状線東側                                                    | 北改札   | エレベーターあり |
| 3        | 自転車駐車場連絡口                                                  | 北改札   |                  |
| 4        |                                                                     | 南改札   |                  |
| 5        | 平野消防署・平野区民ホール                                          | 南改札   |                  |
| 6        | 平野郵便局・東住吉税務署                                            | 南改札   |                  |
| 7        | 平野区役所・平野区保健福祉センター シティバスのりば・バスターミナル | 南改札   |                  |

## 利用状況
2024年11月12日の1日乗降人員は22,537人（乗車人員：11,386人、降車人員：11,151人）であり、谷町線の駅では26駅中12位（他線と合算しない単独駅では第6位）。
各年度の特定日における利用状況は下表の通りである。なお1995年度の記録については1996年に行われた調査であるが、会計年度上表中に記載の年度となる。
| 年度               | 調査日   | 乗車人員 | 降車人員 | 乗降人員 | 出典          | 出典          |
| 年度               | 調査日   | 乗車人員 | 降車人員 | 乗降人員 | メトロ        | 大阪府        |
| ------------------ | -------- | -------- | -------- | -------- | ------------- | ------------- |
| 1981年（昭和56年） | 11月10日 | 9,911    | 9,839    | 19,750   |               | [ 大阪府 1 ]  |
| 1985年（昭和60年） | 11月12日 | 10,450   | 10,384   | 20,834   |               | [ 大阪府 2 ]  |
| 1987年（昭和62年） | 11月10日 | 12,912   | 11,432   | 24,344   |               | [ 大阪府 3 ]  |
| 1990年（平成02年） | 11月06日 | 11,873   | 11,719   | 23,592   |               | [ 大阪府 4 ]  |
| 1995年（平成07年） | 02月15日 | 10,697   | 10,399   | 21,096   |               | [ 大阪府 5 ]  |
| 1998年（平成10年） | 11月10日 | 10,530   | 10,106   | 20,636   |               | [ 大阪府 6 ]  |
| 2007年（平成19年） | 11月13日 | 10,196   | 9,905    | 20,101   |               | [ 大阪府 7 ]  |
| 2008年（平成20年） | 11月11日 | 10,184   | 9,883    | 20,067   |               | [ 大阪府 8 ]  |
| 2009年（平成21年） | 11月10日 | 9,933    | 9,610    | 19,543   |               | [ 大阪府 9 ]  |
| 2010年（平成22年） | 11月09日 | 10,006   | 9,834    | 19,840   |               | [ 大阪府 10 ] |
| 2011年（平成23年） | 11月08日 | 10,145   | 9,896    | 20,041   |               | [ 大阪府 11 ] |
| 2012年（平成24年） | 11月13日 | 10,055   | 9,859    | 19,914   |               | [ 大阪府 12 ] |
| 2013年（平成25年） | 11月19日 | 10,279   | 10,019   | 20,298   | [ メトロ 1 ]  | [ 大阪府 13 ] |
| 2014年（平成26年） | 11月11日 | 10,467   | 10,154   | 20,621   | [ メトロ 2 ]  | [ 大阪府 14 ] |
| 2015年（平成27年） | 11月17日 | 10,411   | 10,199   | 20,610   | [ メトロ 3 ]  | [ 大阪府 15 ] |
| 2016年（平成28年） | 11月08日 | 10,723   | 10,528   | 21,251   | [ メトロ 4 ]  | [ 大阪府 16 ] |
| 2017年（平成29年） | 11月14日 | 11,097   | 10,915   | 22,012   | [ メトロ 5 ]  | [ 大阪府 17 ] |
| 2018年（平成30年） | 11月13日 | 11,240   | 10,955   | 22,195   | [ メトロ 6 ]  | [ 大阪府 18 ] |
| 2019年（令和元年） | 11月12日 | 11,478   | 11,334   | 22,812   | [ メトロ 7 ]  | [ 大阪府 19 ] |
| 2020年（令和02年） | 11月10日 | 10,350   | 10,096   | 20,446   | [ メトロ 8 ]  | [ 大阪府 20 ] |
| 2021年（令和03年） | 11月16日 | 10,461   | 10,284   | 20,745   | [ メトロ 9 ]  | [ 大阪府 21 ] |
| 2022年（令和04年） | 11月15日 | 10,747   | 10,450   | 21,197   | [ メトロ 10 ] | [ 大阪府 22 ] |
| 2023年（令和05年） | 11月07日 | 11,131   | 10,974   | 22,105   | [ メトロ 11 ] | [ 大阪府 23 ] |
| 2024年（令和06年） | 11月12日 | 11,386   | 11,151   | 22,537   | [ メトロ 12 ] |               |

## 駅周辺
平野区の中心地であり、区役所などの公共施設が集約されている。駅付近は民家が多いが、教育機関が点在する。なお、JR西日本の関西本線（愛称・大和路線）にも平野駅があるが、同駅は北へ約1 km以上離れた所にある。

### 公共施設
- 平野区役所
- 平野区保健センター
- 大阪市平野消防署
- 平野区民ホール
- 東住吉税務署
- 平野郵便局
- 大阪平野本町二郵便局

### 学校
- 大阪教育大学附属高等学校平野校舎・附属平野中学校・附属平野小学校・附属幼稚園
- 大阪府立東住吉高等学校
- 大阪市立摂陽中学校

### 社寺
- 杭全神社
- 大念仏寺
- 長寶寺
- 全興寺

### 商業施設
- コノミヤ平野西店
- ライフ平野西脇店
- スーパーマーケット ビス平野
- サンアレイ平野本町通商店街
- 平野南海商店街 (NANKAI MALL)
- 平野本町西商店街
- 平野中央本通商店街
- 平野地下鉄東筋商店街
- セントラルウェルネスクラブ平野店

### 金融機関
- 三菱UFJ銀行平野南口支店
- りそな銀行平野支店
- 北陸銀行平野支店
- 南都銀行平野支店

### 企業
- アポロ医療器
- 交通電業社
- 日本金銭機械
- ハタケヤマ
- 葉山珈琲西日本地区本部・焙煎工場

### その他
- 平野郷の町並み
- 新聞屋さん博物館
- プロムナード平野（南海平野線平野停留場跡）
- 緑風会病院
- JR大和路線（関西本線）平野駅
- 阪神高速14号松原線
- 国道309号
- 国道479号（大阪内環状線）
- 大阪府道5号大阪港八尾線
- 大阪府道186号大阪羽曳野線

## バス路線
最寄停留所は地下鉄平野となる。以下の路線が乗り入れ、大阪シティバスにより運行されている。
- 3号系統：出戸バスターミナル/地下鉄住之江公園
- 9号系統：平野区役所前/出戸バスターミナル
- 30号系統：平野区役所前/あべの橋
- 73号系統：出戸バスターミナル/なんば

停留所は南港通沿いに3か所設置されている。現・73号系統が上本町六丁目 - 地下鉄平野間を結ぶ幹線23号系統として運行していた1994年3月までは流町1丁目交差点南西角の大阪内環状線沿いにも停留所が設置されていた。

## 隣の駅
大阪市高速電気軌道 (Osaka Metro)
 谷町線
駒川中野駅 (T31) - 平野駅 (T32) - 喜連瓜破駅 (T33)
- ( ) 内は駅番号を示す。

### 記事本文